# Kuzmenka, Rozdilna
Kuzmenka (în ucraineană Кузьменка) este un sat în comuna Rozdilna din raionul Rozdilna, regiunea Odesa, Ucraina.

## Demografie
Componența lingvistică a localității Kuzmenka
     Ucraineană (87,82%)
     Română (5,08%)
     Rusă (4,57%)
     Belarusă (1,02%)
     Alte limbi (0,51%)
Conform recensământului din 2001, majoritatea populației localității Kuzmenka era vorbitoare de ucraineană (87,82%), existând în minoritate și vorbitori de română (5,08%), rusă (4,57%) și belarusă (1,02%).